# Karunagappalli
Karunagappalli o Karunagappally (malabar: കരുനാഗപ്പള്ളി) es una ciudad del estado indio de Kerala perteneciente al distrito de Kollam.
En 2011, el municipio que formaba la ciudad tenía una población de 45 336 habitantes, siendo sede de un taluk con una población total de 428 802 habitantes. El taluk comprende las siguientes localidades: Alappad, Ochira, Adinad, Karunagappally, Thazhava, Pavumba, Thodiyoor, Kallalibhagom, Thevalakkara, Chavara, Neendakara, Clappana, Kulasekharapuram, Thekkumbhagam, Ayanivelikulangara, Panmana, Ponmana y Vadakumthala.
Hasta el siglo XIX era un área de pequeñas localidades dedicadas a la agricultura y la pesca, pero a partir del siglo XX creció como parte del área metropolitana de la capital distrital Kollam, siendo actualmente una zona industrial. El turismo se ha desarrollado también por su ubicación en la costa, destacando la playa de Azheekal, las casas flotantes de Alumkadavu, las redes de pesca chinas y varios monumentos religiosos. La zona costera es también un punto de investigación científica por albergar radiactividad natural en arena de monacita que contiene torio.
Se ubica a orillas del río Pallikkal, unos 20 km al norte de la capital distrital Kollam sobre la carretera 66 que lleva a Alappuzha. Está separado de la capital distrital por el lago Ashtamudi.